# Jörg Shimon Schuldhess
Jörg Shimon Schuldhess (eigentlich Jörg Anton Schulthess; * 4. Juni 1941 in Basel; † 15. Juni 1992 daselbst) war ein Schweizer Zeichner, Maler, Grafiker und Schriftsteller. Neben Bildern auf Leinwand und Papier gestaltete er auch Musikinstrumente, Keramiken und Kleinplastiken. Er publizierte Bücher mit Bildreproduktionen und Texten.

## Leben
Nach seinem Schulabschluss suchte sich Schuldhess eine Lehrstelle bei einem Bildhauer, seine Eltern bestanden aber auf einer kaufmännischen Ausbildung. Nach deren Abschluss lernte er bei dem Basler Maler Max Kämpf die Grundlagen der Malerei, besonders auch die Zeichnung des menschlichen Körpers. 1963 veranstaltete er seine erste Ausstellung und arbeitete nur noch als frei schaffender Künstler. Unterstützung erhielt er während ca. 5 Jahren durch das 1964 gegründete Patronat «Patis». Allein und mit anderen Malern seiner Generation veranstaltete er Happenings und Aktionen. 1967 gründete er mit Kurt Fahrner und weiteren jungen Malern in Basel die Farnsburggruppe, deren Ziel es war, für die junge Malergeneration Entfaltungsmöglichkeiten unabhängig vom etablierten Kunstbetrieb zu schaffen.
Schuldhess lebte die meiste Zeit in der Region oder in der Stadt Basel, einige Jahre in Norditalien, einige Monate in Südspanien. Er reiste sehr viel, besuchte alle Kontinente, stellte in vielen Ländern aus. In seinen letzten Lebensjahren konzentrierte sich seine Tätigkeit vor allem auf Indien und China. Er starb während der Vorbereitung von Ausstellungen in Goa und in Jinan, diese wurden seine ersten posthumen Ausstellungen.
Der Holocaust und der Staat Israel beschäftigten Schuldhess durch sein ganzes Leben und bestimmten zu einem grossen Teil die Thematik seiner Bilder und Schriften (Bilder der Gaskammern ab 1963, biblische Illustrationen und «Römische Tempel» ab 1970, Bilder palästinensischer Flüchtlinge nach 1982).
Um als Mensch der Nachkriegsgeneration nicht an einer neuen Judenvernichtung mitschuldig zu werden, stellte Schuldhess sich in den Kriegen von 1967 und 1973 der israelischen Armee zur Verfügung. In der Folge wurde er 1968 in die Israelitische Gemeinde Basel aufgenommen. Er bereiste viele Male das Land Israel und das Westjordanland und plante die Einwanderung. Mit zunehmender Beunruhigung beobachtete er die Siedlungstätigkeit in den von Israel 1967 eroberten Gebieten. Beim Ausbruch des Libanonkrieges 1982 protestierte er über die Medien und in Rundschreiben gegen das, was er als Irrweg von Israel empfand. Dem Judentum als Religion weiterhin verbunden, verurteilte er die Besatzungspolitik des Staates Israel. In der Folge wandte sich Schuldhess der indischen Geisteswelt zu. Sein Interesse galt den Lehren der Gewaltlosigkeit und Toleranz, Gandhi, Ramakrishna und dem Jainismus. Diese bestimmen die Bildthematik und die Orte seiner Ausstellungen in den Jahren 1990–92.
Schuldhess verstarb, 51-jährig, an Herzversagen. Gemäss seinem Wunsch wurde seine Asche in Kalkutta im Ganges beigesetzt.

## Maltechnik und Malstil
Schuldhess verstand die Intuition als Hauptquelle seiner Malerei. Er glaubte, dass das rationale Denken die Wahrheit des Bildes verfälschen könnte. Um den wertenden Intellekt auszuschalten und die Intuition zu aktivieren, präparierte er seinen Malgrund mit aufgespritzten Farbflecken. Darauf entwickelte er spontan, ohne jede Skizze, sein Bildmotiv. Niemals malte er nach Vorlage oder nach Natur. Seine Bildmotive, Mensch, Tier, Pflanze oder Architektur, sind nicht Abbilder der äusseren Realität, sondern von symbolischer Bedeutung.
Schuldhess verstand seine Malerei als engagierte Kunst, nicht als l’art pour l’art. (Zitat: «Ich bin kein Maler der schönen Künste.» Film «Der Riss» DRS 1986/87.) Viele seiner Bilder sind auf weltpolitische Ereignisse bezogen, auf Ereignisse von Krieg und Gewalttaten.
Schuldhess’ Werk wurde so vollständig als möglich in einem Gesamtwerksverzeichnis erfasst. Davon wurden die ersten vier Bände gedruckt, sie enthalten die Werke von 1959 bis 1973. Insgesamt sind Fotos und Daten zu etwas mehr als 7000 Einzelwerken dokumentiert.

## Der Riss
Ein besonderes Symbol in Schuldhess’ Bildsprache ist der gemalte «Riss», der viele seiner Ölbilder längs, quer oder diagonal durchzieht. «Der Riss macht eine Störung sichtbar, die Ordnung ist gebrochen.» Im Bildmotiv der «Strafaufgabe» ist die ganze Bildfläche besetzt mit Strichmännchen, in gitterartige Zellen eingeschlossen. Der Riss zeigt eine gleichartige darunterliegende Schicht. In manchen Bildern umschliesst der Riss schemenhafte Gestalten. Eine rote Linie durchzieht den Riss in den Bildern seiner letzten Lebensmonate.
Mit dem Film «Der Riss» von 1986/87 dokumentierte das Schweizer Fernsehen die Bedeutung des Risses als Bildmotiv und Ausdruck von Schuldhess’ persönlichem Engagement.

## Schriften
«Ich bin kein Künstler, ich male nur das, was ich nicht sagen kann.» In seinen Büchern kombiniert Schuldhess Reproduktionen seiner Bilder mit Texten, um seine Botschaft zu vermitteln. In den Büchern der Jahre vor 1980 ist die Thematik auf Fragen des Lebens allgemein bezogen. Ab 1982 konzentriert sie sich hauptsächlich auf die Situation in Nahost. Die Textteile setzen sich zusammen aus Berichten und Erörterungen in Briefform und ausgewählten Flugblättern, ergänzt durch einige Antwortbriefe und Dokumentationen aus der Presse.

## Ausstellungen (Auswahl)
- 1967: Farnsburggruppe, Restaurant Farnsburg, Basel
- 1970: Retrospektive, Old Bezalel-Museum, Jerusalem.
- 1972: Yoseido Gallery, Patronat der Schweiz. Botschaft, Tokio.
- 1977: Int. Monetary Fund Visitor’s Center, Patronat der Schweizer Botschaft, Washington.
- 1986: Nieve sobre Palestina, Alhambra, Granada.
- 1988: Minzu Palast (Cultural Palace of Minorities), Peking.
- 1988: Auf Abel das Kainszeichen, Gymnasium Bodenacker, Liestal.
- 1990, 1993: Academy of Fine Arts, Kalkutta.
- 1988, 1990, 1991: Taj Art Gallery, Mumbai.
- 1993: Jörg Shimon Schuldhess-Arthur Rimbaud, Rencontre Spirituelle, veranstaltet durch die Schweizer Botschaft in Aethiopien, Addis Abeba Hilton, Addis Abeba.
- 1993–1994: Kali. Visionen der Schwarzen Mutter, Völkerkundemuseum der Stadt Zürich, Zürich.
- 1974, 1982, 1995: Galleria Comunale, Portogruaro.
- 2000 und 2003: Ein vernehmbares Selbstgespräch, Dichter- und Stadtmuseum Liestal, Liestal.
- 2004: Face to Face with Truth, veranstaltet durch die Schweizer Botschaft in Malaysia, Nationalgalerie Kuala Lumpur, Kuala Lumpur.
- 2007: 1967 –  Eine Ausstellung zur Basler Farnsburggruppe, Ausstellungsraum Klingental, Basel.
- 2014: Zerbrochene Tafeln. Leiden um Israel und Palästina in Bildern, Dichter- und Stadtmuseum Liestal.
- 2021: Versuch den Himmel zu berühren. Der Maler Jörg Shimon Schuldhess als Dichter, Dichter- und Stadtmuseum Liestal.

## Preise, Auszeichnungen
- 1966: Kunststipendium der Stadt Basel (auch 1968, 1969, 1970, 1976, 1978 und 1981)
- 1967: Förderungspreis der eidgenössischen Kunstkommission.
- 1968: Stipendium der Kiefer Hablitzel-Stiftung, Bern (auch 1969)

## Schriften (Auswahl)
- Tagebuch und Briefe. I.–IV. Teil. Patis, Basel 1967–1969.
- Tränen auf Glas. Hanns-Joachim-Starczewski-Verlag, Höhr-Grenzhausen 1973.
- Beitrag in: Hans-Alfred Herchen (Hrsg.): Autoren-Werkstatt, Anthologie. R. G. Fischer-Verlag, Frankfurt 1983, ISBN 3-88323-432-X, S. 245–261.
- Serie: Auf Abel das Kainszeichen. Bd. I–V. Patis, Basel 1985–1988, ISBN 3-907521-013.
- Si, si, si, flores, si. Patis, Basel 1991.
- Nie im Himmel, also doch auf Erden – Radice. Patis, Basel 1993.